# Coenotephria costimacularia
Coenotephria costimacularia är en fjärilsart som beskrevs av Stätt 1930. Coenotephria costimacularia ingår i släktet Coenotephria och familjen mätare. Inga underarter finns listade i Catalogue of Life.